# Panguitch
Panguitch és una població dels Estats Units a l'estat de Utah. Segons el cens del 2000 tenia 1.623 habitants.

## Demografia
Segons el cens del 2000, Panguitch tenia 1.623 habitants, 502 habitatges, i 392 famílies. La densitat de població era de 460,8 habitants per km².
Dels 502 habitatges en un 40,4% hi vivien nens de menys de 18 anys, en un 67,3% hi vivien parelles casades, en un 8,4% dones solteres, i un 21,9% no eren unitats familiars. En el 19,1% dels habitatges hi vivien persones soles, l'11,2% de les quals corresponia a persones de 65 anys o més que vivien soles. El nombre mitjà de persones vivint en cada habitatge era de 3,05 i el nombre mitjà de persones que vivien en cada família era de 3,55.
Per edats, la població es repartia de la següent manera: un 32,8% tenia menys de 18 anys, un 8,9% entre 18 i 24, un 23,2% entre 25 i 44, un 21% tenia de 45 a 60 i un 14,1%, 65 anys o més.
L'edat mediana era de 32 anys. Per cada 100 dones de 18 o més anys hi havia 111 homes.
La renda mediana per habitatge era de 33.500 $ i la renda mediana per família de 39.904 $. Els homes tenien una renda mediana de 28.259 $, mentre que la de les dones era de 19.375 $. La renda per capita de la població era de 12.439 $. Entorn del 6,2% de les famílies i del 9,6% de la població estaven per davall del llindar de pobresa.

## Poblacions més properes
El següent diagrama mostra les poblacions més properes.